# Rei de Northúmbria
Els reis de Northúmbria són aquells que varen governar Northúmbria entre el 593 i el 867, data en què es va dissoldre després de la derrota davant el gran exèrcit pagà.

## Llista de reis anglosaxons de Northúmbria
| Regnat                                    | Nom            | Notes |
| ----------------------------------------- | -------------- | --- |
| 593 - 616                                 | Etelfred       | Primer rei de Nothúmbria. Rei de Bernícia que conquistà Deira.                                           |
| 616 - 12 d'octubre del 632                | Edwin          | Rei de Deira, que es convertí en monarca de Northúmbria i, per tant, també de Bernícia. Morí en batalla. |
| 634 - 5 d'agost del 641                   | Osvald         | Fill d'Etelfred.                                                                                         |
| 654 - 15 de febrer del 670                | Oswiu          | Fill d'Etelfred.                                                                                         |
| Febrer de 670 - 20 de maig de 685         | Egfrid         | Fill d'Oswiu.                                                                                            |
| 20 de maig de 685 - 14 de desembre de 704 | Aldfrith       | Germanastre d'Egfred.                                                                                    |
| Finals de 704 - principi de 705           | Eadwulf        | Usurpà el tron.                                                                                          |
| 705 - 716                                 | Osred          | Fill d'Aldfed.                                                                                           |
| 716 - 718                                 | Coenred        | |
| 718 - 29 de maig del 729                  | Osric          | Fill d'Aldfred. Adoptà Ceolwulf com a hereu.                                                             |
| 729 – tardor del 731                      | Ceolwulf       | Per un fallit cop d'estat l'any 731 deixà el tron per un cert temps.                                     |
| 731 – hivern del 737/8                    | Ceolwulf       | Abdicà per fer-se monjo.                                                                                 |
| 737 - 758                                 | Edbert         | Cosí de Ceolwulf. Abdicà i es va fer monjo.                                                              |
| 758 - 759                                 | Oswulf (Osulf) | Assassinat.                                                                                              |
| 759 - 765                                 | Ethelwald Moll | Destronat.                                                                                               |
| 765 - 774                                 | Alhred         | Destronat i exiliat.                                                                                     |
| 774 - 779                                 | Ethelred I     | Destronat.                                                                                               |
| 779 - 23 de setembre de 788               | Elfwald I      | Assassinat.                                                                                              |
| 788 - 790                                 | Osred II       | Destronat i exiliat.                                                                                     |
| 790 - 18 d'abril de 796                   | Ethelred I     | Reprengué el tron.                                                                                       |
| 796                                       | Osvald         | S'exilià després de regnar només 27 dies.                                                                |
| 14 de maig de 796 - 806/8                 | Eardwulf       | Destronat.                                                                                               |
| 806/8 - 808/10                            | Elfwald II     | |
| 808 - 810                                 | Eardwulf       | Reprengué el tron.                                                                                       |
| 810 - 841                                 | Enred          | Fill d'Eardwulf.                                                                                         |
| 840/1 - 844                               | Ethelred II    | Destronat.                                                                                               |
| 844                                       | Redwulf        | Usurpador del tron.                                                                                      |
| 844 - c. 848/9                            | Ethelred II    | Reprengué el poder.                                                                                      |
| C. 848/9 - 862/3                          | Osberht        | Destronat.                                                                                               |
| 862/3/7 - 21 de març de 867               | Aella          | Usurpador, assassinat pels danesos amb Osberht.                                                          |